# U.S. Senate Committee on Aeronautical and Space Sciences
Le Committee on Aeronautical and Space Sciences fut un comité permanent du Sénat des États-Unis entre 1958 et 1977, lorsqu'il fut fusionné avec le U.S. Senate Committee on Commerce, Science and Transportation, donnant naissance à la NACA (National Advisory Committee on Aeronautics c'est-à-dire Commission nationale consultative pour l'aéronautique) le noyau de l'agence spatiale. La NACA fut une agence de recherche tournée vers l'aéronautique mais qui s'est fortement engagée au cours des années 1950 dans le programme de missiles et devint le précurseur de la NASA. Il fut précédé par le  United States Senate Committee on Space and Astronautics, qui opéra du 6 février 1958 au 11 mars 1959,.

## Présidence

### Special Committee on Space and Astronautics
- Lyndon B. Johnson (D-TX) du 6 février 1958 au 11 mars 1959

### Committee on Aeronautical and Space Sciences
- Lyndon B. Johnson (D-TX) 1958-1961
- Robert S. Kerr (D-OK) 1961-1963
- Clinton Presba Anderson (D-NM) 1963-1973
- Frank E. Moss (D-UT) 1973-1977
- Wendell H. Ford (D-KY) du 10 janvier au 11 février 1977